# Saint-Yrieix-la-Montagne
Saint-Yrieix-la-Montagne – miejscowość i gmina we Francji, w regionie Nowa Akwitania, w departamencie Creuse.
Według danych na rok 1990 gminę zamieszkiwały 283 osoby, a gęstość zaludnienia wynosiła 12 osób/km² (wśród 747 gmin Limousin Saint-Yrieix-la-Montagne plasuje się na 366. miejscu pod względem liczby ludności, natomiast pod względem powierzchni na miejscu 275.).